# Swissôtel Hotels & Resorts

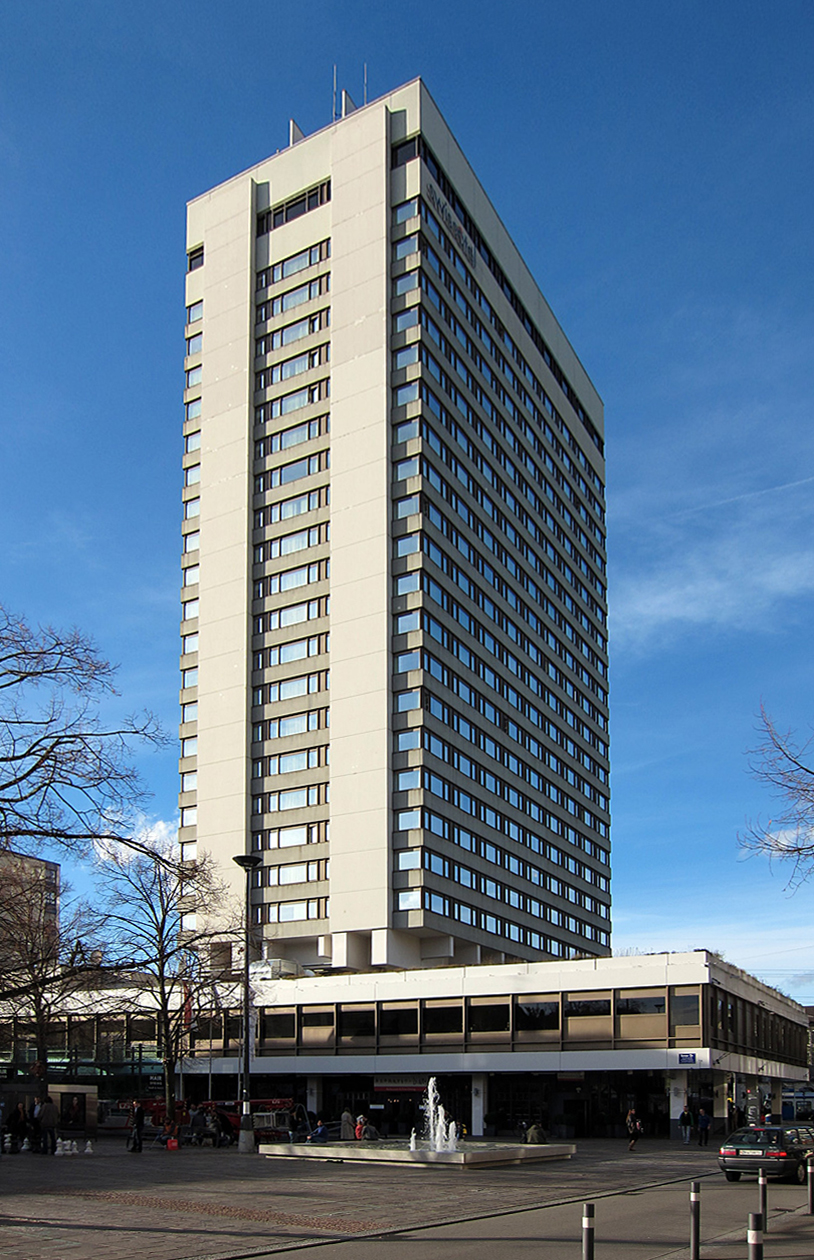
Het voormalige Swissôtel in Zürich-Oerlikon maakte vanaf de oprichting tot 2020 deel uit van de groep.

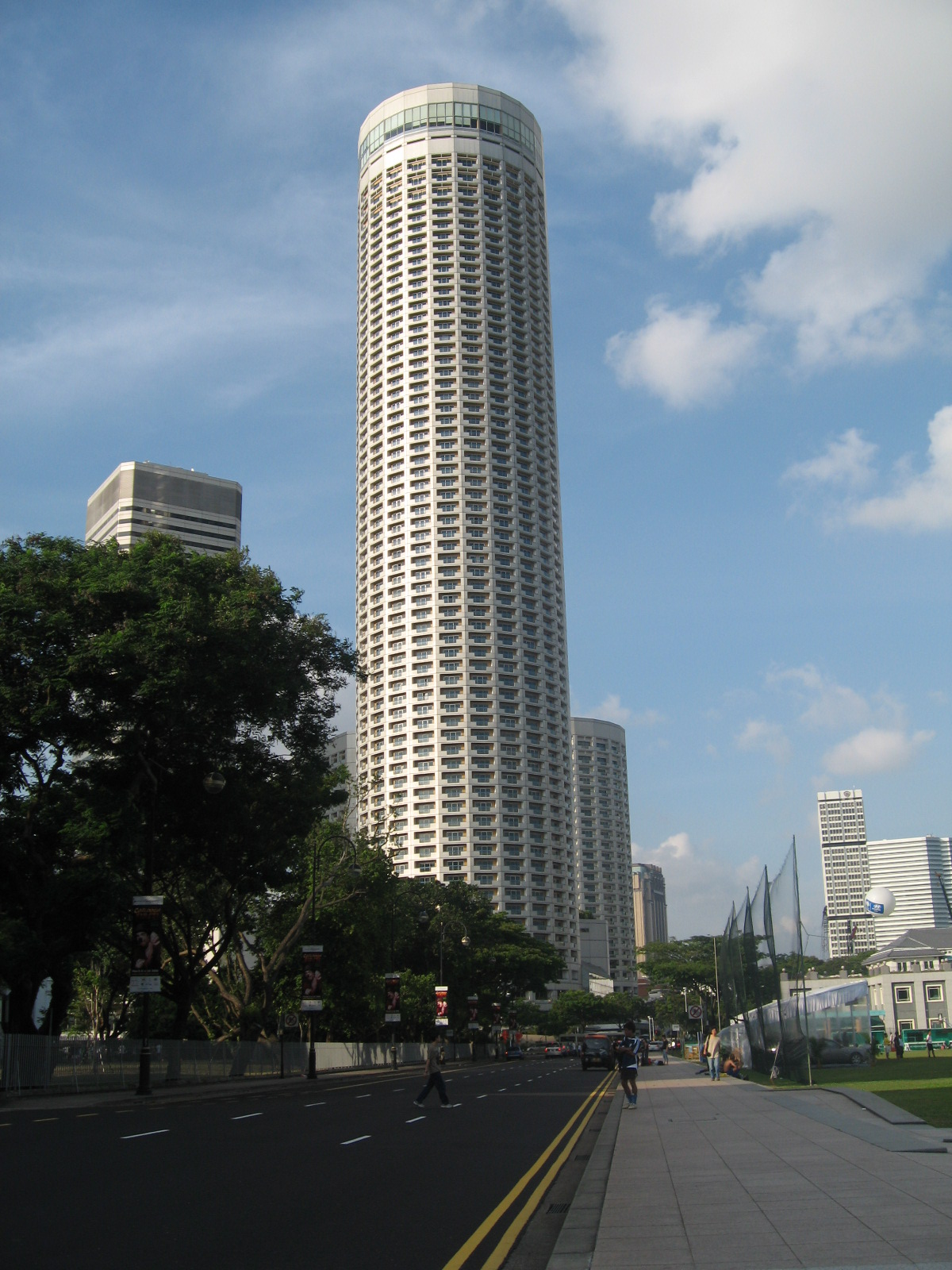
Swissôtel The Stamford in Singapore, een van de hoogste hotels ter wereld

Swissôtel Hotels & Resorts is een internationale hotelketen die hotels in de luxe 5-sterrencategorie exploiteert op alle continenten. In 2025 beschikte de groep over 39 hotels in 25 landen. Swissôtel Hotels & Resorts maakt sinds 2016 deel uit van de Accor Hotels-groep.

## Geschiedenis
Het bedrijf werd in 1980 opgericht door Swissair in samenwerking met Nestlé. Aanvankelijk verwierf het bedrijf Hotel Le President in Genève en ondertekende de beheercontracten voor lange termijn. Deze omvatten het Drake Hotel in New York, het Hotel Bellevue Palace in Bern en het Hotel International in Zürich. In 1990 verkocht Nestlé zijn aandelen en werd de hotelgroep een volledige dochteronderneming van de Swissair Group. In 2001 werd Swissôtel Hotels & Resorts verkocht aan Raffles Holdings Limited in Singapore. Dit gebeurde kort voordat de Swissair Group failliet ging. In 2005 kocht Colony Capital LLC, gevestigd in Los Angeles, Raffles International. Colony Capital LLC was een wereldwijde particuliere investeringsgroep, gespecialiseerd in het beheer van vastgoedactiva en bedrijven. In mei 2006 richtte Kingdom Hotels International samen met Colony Capital de joint venture “Fairmont Raffles Holding International” (FRHI) op, waartoe ook Swissôtel Hotels & Resorts behoorde. De hotelgroep heeft regionale kantoren in Canada, de Verenigde Staten, Singapore en Zwitserland. Het hoofdkantoor bevindt zich in het Zwitserse Kloten. De hotelgroep omvat inmiddels meer dan 100 hotels in meer dan 25 landen, die worden geëxploiteerd onder de drie merken Fairmont, Raffles en Swissôtel Hotels & Resorts. In december 2015 is de hele FRHI-groep voor 2,9 miljard US dollar opgekocht door het Franse Accor.

## Klantenloyaliteitsprogramma
De hotelketen heeft een eigen klantenloyaliteitsprogramma: Swissôtel Circle.